# Міллвілл (Огайо)
Міллвілл (англ. Millville) — селище (англ. village) в США, в окрузі Батлер штату Огайо. Населення — 634 особи (2020).

## Географія
Міллвілл розташований за координатами 39°23′33″ пн. ш. 84°39′10″ зх. д. / 39.39250° пн. ш. 84.65278° зх. д. (39.392377, -84.652903).  За даними Бюро перепису населення США в 2010 році селище мало площу 1,51 км², уся площа — суходіл.

## Демографія
Згідно з переписом 2010 року, у селищі мешкало 708 осіб у 269 домогосподарствах у складі 197 родин. Густота населення становила 469 осіб/км².  Було 298 помешкань (197/км²).
Расовий склад населення:
| - 97,5 % — білих - 0,8 % — азіатів - 0,1 % — корінних американців - 0,1 % — чорних або афроамериканців |

До двох чи більше рас належало 1,0 %. Частка іспаномовних становила 0,3 % від усіх жителів.
За віковим діапазоном населення розподілялося таким чином: 23,0 % — особи молодші 18 років, 63,0 % — особи у віці 18—64 років, 14,0 % — особи у віці 65 років та старші. Медіана віку мешканця становила 38,9 року. На 100 осіб жіночої статі у селищі припадало 92,9 чоловіків;  на 100 жінок у віці від 18 років та старших — 94,0 чоловіків також старших 18 років.
Середній дохід на одне домашнє господарство  становив 63 131 долар США (медіана — 55 357), а середній дохід на одну сім'ю — 74 569 доларів (медіана — 68 036). Медіана доходів становила 41 875 доларів для чоловіків та 36 058 доларів для жінок. За межею бідності перебувало 5,9 % осіб, у тому числі 9,8 % дітей у віці до 18 років та 5,9 % осіб у віці 65 років та старших.
Цивільне працевлаштоване населення становило 408 осіб. Основні галузі зайнятості: освіта, охорона здоров'я та соціальна допомога — 22,3 %, виробництво — 14,0 %, роздрібна торгівля — 12,7 %.